# Плохотнюк Михайло Віталійович
Михайло Віталійович Плохотнюк (нар. 12 березня 1999) — український футболіст, нападник.

## Клубна кар'єра
Вихованець СДЮШОР «Чорноморець» ім. А. Ф. Зубрицького (Одеса), в якій займався до 2015 року. Напередодні старту сезону 2015/16 років внесений до заявки клубу за списком «Б» на поєдинки Прем'єр-ліги та кубку України. 27 травня 2016 року підписав свій перший професіональний контракт, з «Чорноморцем». Виступав за юніорську (U-19) та молодіжну (U-21) команду моряків. У сезоні 2016/17 років став найкращим бомбардиром юніорської (U-19) першості України, відзначився 19-а голами у 24-ох матчах. У травні 2017 року інтернет видання UA-Футбол, з посиланням на дані порталу spotr.ua, стверджувало, що Михайлом цікавиться бельгійський «Генк». Проте в підсумку на початку липня 2017 року Плохотнюк підписав орендну угоду з київським «Динамо», яка була розрахована на першу частину сезону 2017/18 років. Проте за столичну команду зіграв 1 поєдинок у першості U-19. У дорослому футболі дебютував 27 липня 2019 року в програному (1:4) виїзному поєдинку 1-о туру групи Б Другої ліги проти криворізького «Гірника». Михайло вийшов на поле в стартовому складі, а на 75-й хвилині його замінив Олег Чернишов. Дебютним голом у дорослому футболі відзначився 27 жовтня 2019 року на 64-й хвилині програного (1:5) домашнього поєдинку 18-о туру групи Б Другої ліги проти «Альянса» (Липова Долина). Плохотнюк вийшов на поле в стартовому складі та відіграв увесь матч. У складі «Чорноморця-2» у Другій лізі зіграв 14 матчів, в яких відзначився 1 голом. 23 листопада 2019 року потрапив до заявки «Чорноморця» на поєдинок Першої ліги проти краматорського «Авангарду», але на полі так і не з'явився.
10 липня 2020 року перебрався в «Інгулець». У футболці петрівського клубу дебютував 3 серпня 2020 року в переможному (3:0) домашньому поєдинку 28-о туру Першої ліги України проти кременчуцького «Кременя». Михайло вийшов на поле на 64-й хвилині, замінивши Іллю Коваленка.

## Кар'єра в збірній
Виступав за юнацькі збірні України різних вікових категорій. У складі команди U-18 виступав на Меморіалі Вацлава Єжика.